# Петерсгаген
Петерсгаген (нім. Petershagen) — місто в Німеччині, знаходиться в землі Північний Рейн-Вестфалія. Підпорядковується адміністративному округу Детмольд. Входить до складу району Мінден-Люббекке.
Площа — 212 км2. Населення становить 25 045 ос. (станом на 31 грудня 2020).

## Географія

### Сусідні міста та громади
Петерсгаген межує з 11 містами / громадами:
- Мінден
- Гілле
- Ухте
- Штольценау
- Лезе
- Ландесберген
- Локкум
- Ребург-Локкум
- Нінбург
- Нідернверен
- Бюккебург

## Галерея

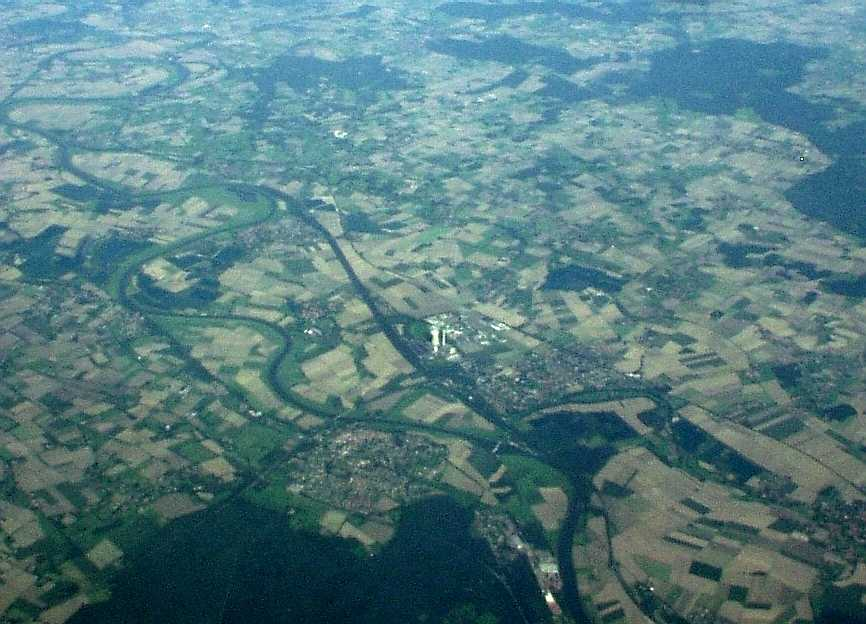
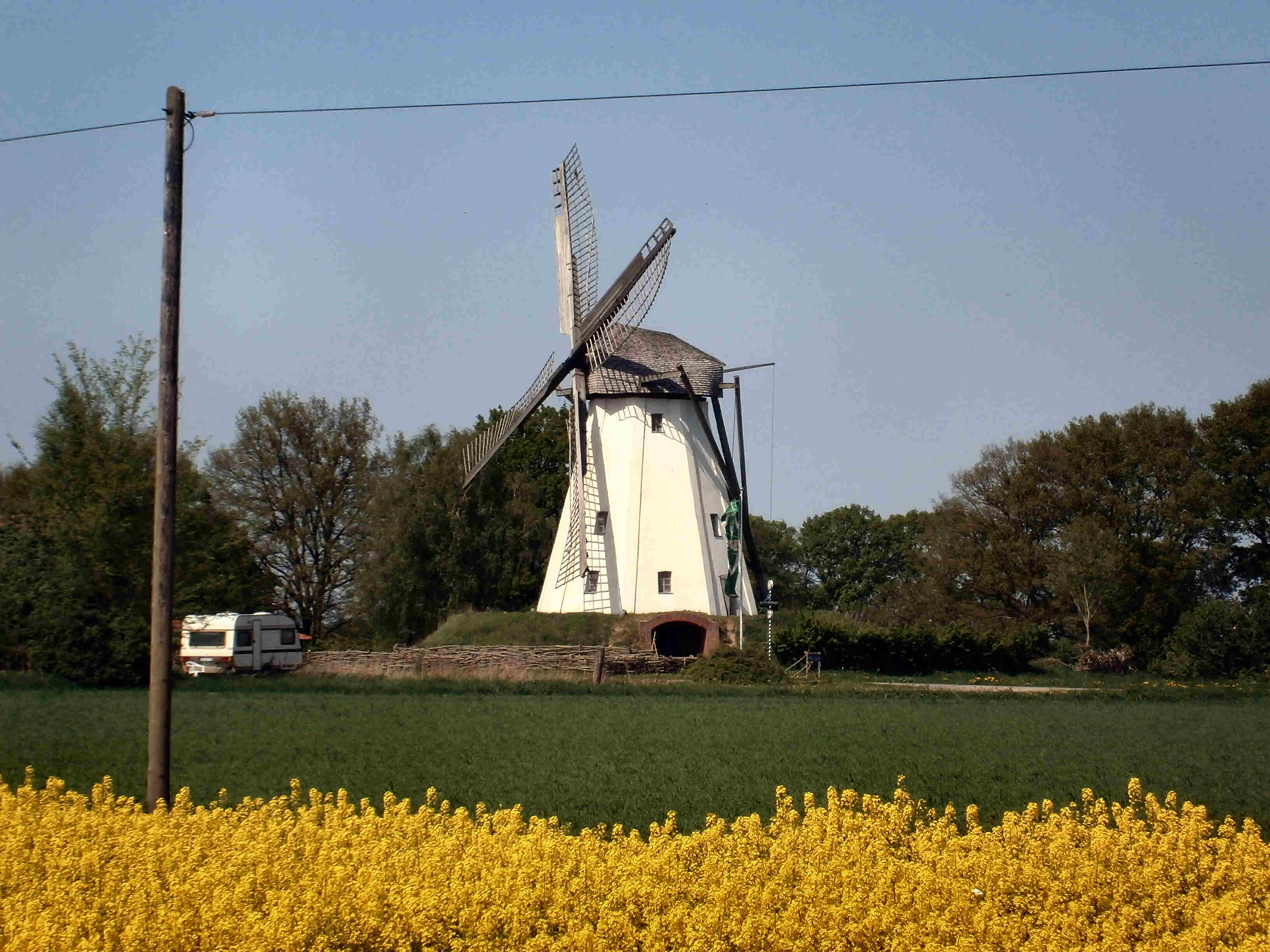
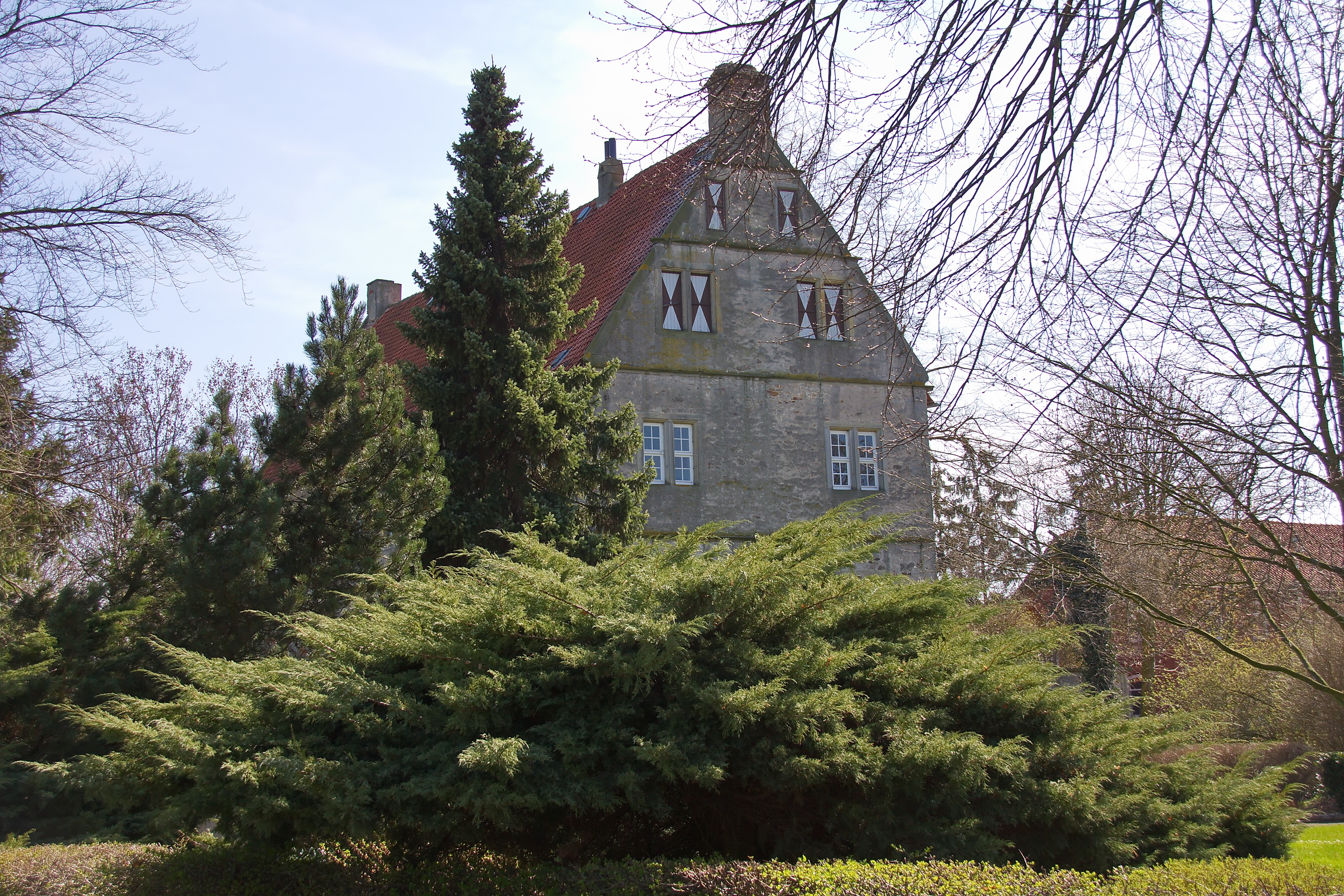
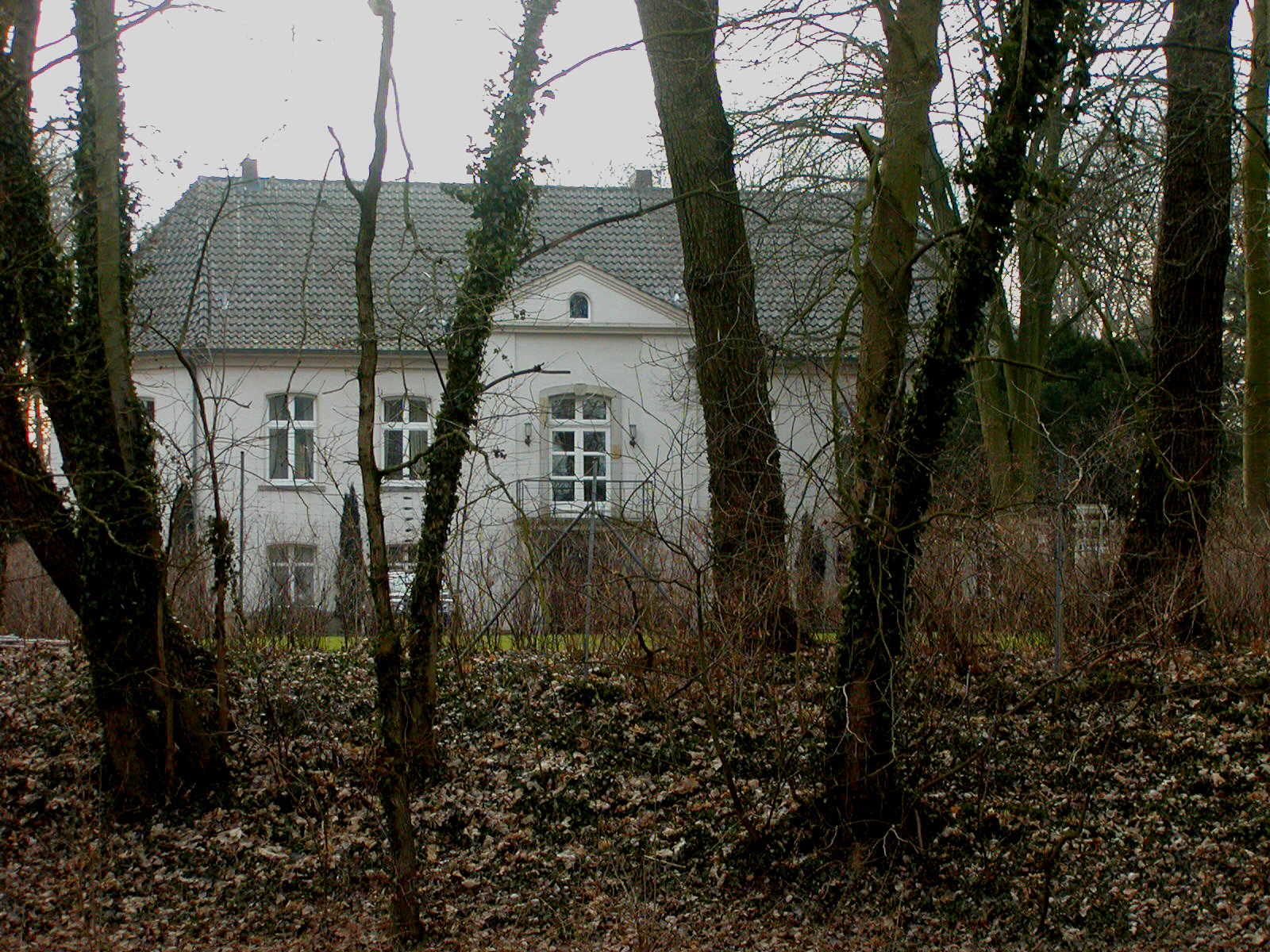
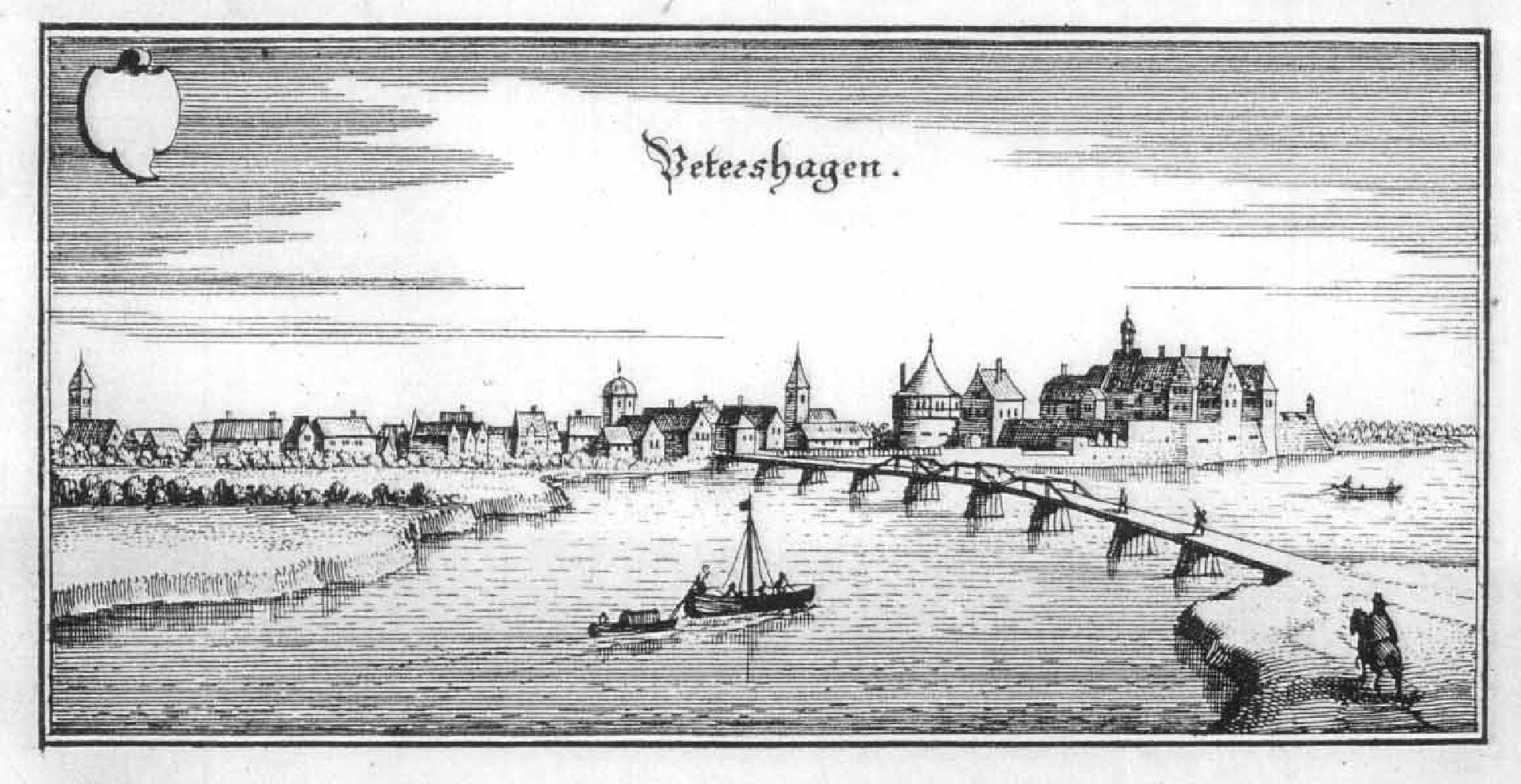
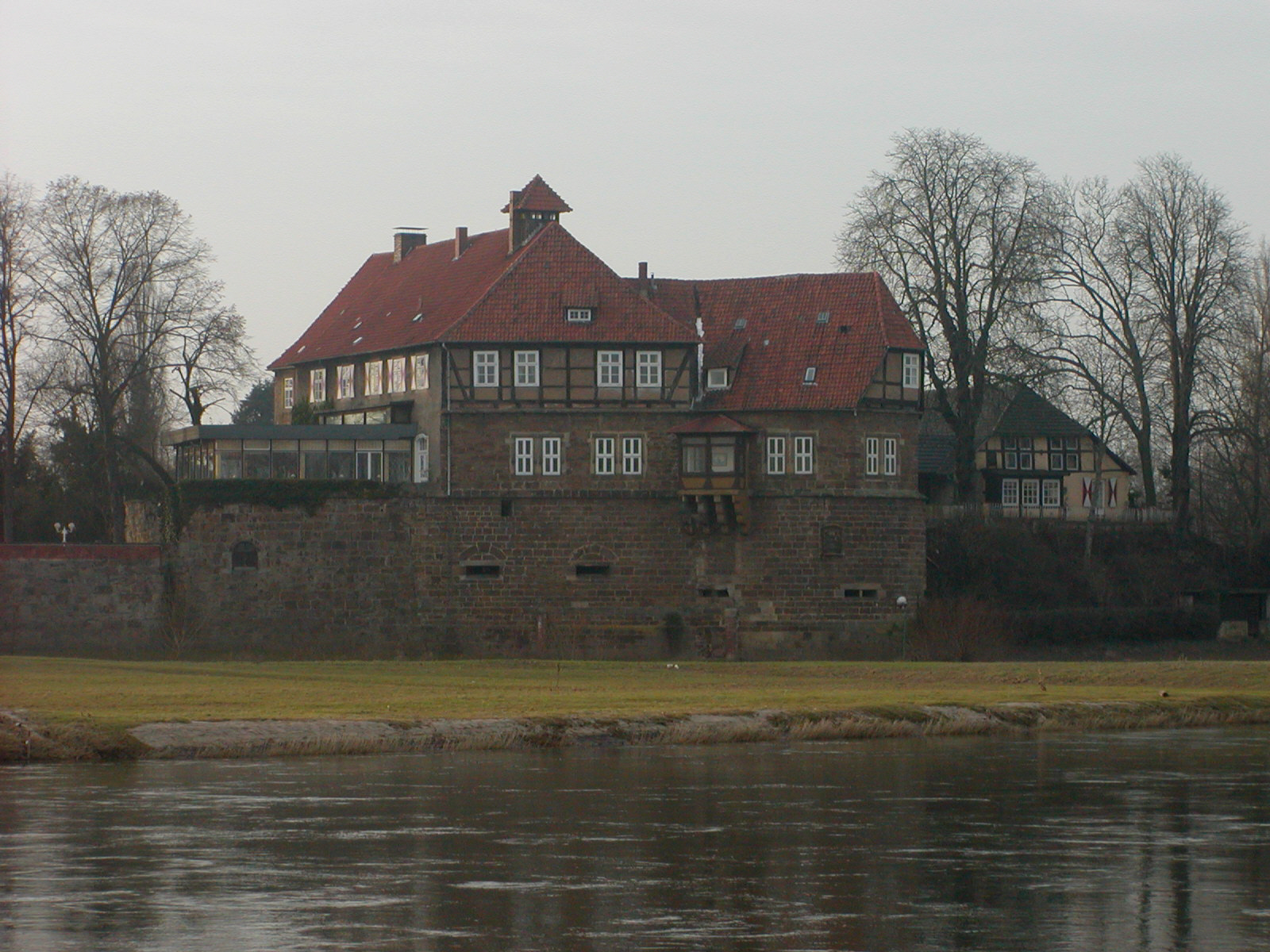

### Адміністративний поділ
Місто  складається з 29 районів:
- Бірде
- Бухгольц
- Дерен
- Ельдагзен
- Фрідевальде
- Фрілле
- Горспен-Фальзен
- Гросенгерзе
- Геферн
- Гаймзен
- Ільзе
- Ільзерайде
- Ільфезе
- Йєссен
- Петерсгаген-Ладе
- Мааслінген
- Меслінген
- Ноєнкнік
- Офенстедт
- Петерсгаген
- Кветцен
- Радерорст
- Розенгаген
- Шлюссельбург
- Зеленфельд
- Зюдфельде
- Вассерштрассе
- Вітерсгайм
- Віндгайм